# Immanuel McElroy
Immanuel Jarod McElroy (ur. 25 marca 1980 w Galveston) – amerykański koszykarz, występujący na pozycjach rozgrywającego lub rzucającego obrońcy.

## Osiągnięcia
Stan na 7 grudnia 2019, na podstawie, o ile nie zaznaczono inaczej.
NJCAA
- Uczestnik meczu gwiazd ligi NJCAA (2000)

NCAA
- Uczestnik rozgrywek:
  - Sweet 16 turnieju NCAA (2001)
  - II rundy turnieju NCAA (2001, 2002)
- Mistrz:
  - turnieju konferencji USA (2002)
  - sezonu regularnego konferencji USA (2001, 2002)
- Obrońca roku konferencji USA (2002)
- Zaliczony do I składu turnieju C-USA (2002)

Drużynowe
- Mistrz:
  - Niemiec (2006, 2008)
  - USBL (2003)
  - niemieckiej II ligi ProA (2016)
- Wicemistrz Niemiec (2011)
- Zdobywca:
  - pucharu Niemiec (2005, 2007, 2009)
  - superpucharu Niemiec (2006, 2008)
- Finalista superpucharu Niemiec (2007, 2011)

Indywidualne
- MVP:
  - finałów ligi niemieckiej (2006)
  - kolejki Euroligi (9 – 2008/2009)
- Debiutant roku CBA (2003)
- Obrońca roku:
  - ligi niemieckiej (2007–2011)
  - USBL (2004)
- Najlepszy zagraniczny zawodnik ligi niemieckiej (2006)
- Zaliczony do:
  - I składu:
    - Eurocup (2010)
    - debiutantów CBA (2003)
    - defensywnego:
      - CBA (2004)
      - USBL (2003, 2004)

    - USBL (2004)

  - II składu ligi niemieckiej (2007–2010)
- Uczestnik meczu gwiazd ligi:
  - CBA (2004)
  - ligi niemieckiej (2005, 2007, 2009)